# Zhairem
Zhairem är en flygplats i Kazakstan.   Den ligger i oblystet Qaraghandy, i den centrala delen av landet, 300 km söder om huvudstaden Astana. Zhairem ligger 416 meter över havet.
Terrängen runt Zhairem är platt.  Trakten runt Zhairem är nära nog obefolkad, med mindre än två invånare per kvadratkilometer. Det finns inga samhällen i närheten. Trakten runt Zhairem består i huvudsak av gräsmarker.